# Atlanta Open 1980
Lo Atlanta Open 1980 è stato un torneo di tennis giocato sul cemento. È stata la 9ª edizione dell'Atlanta Open, che faceva parte del Volvo Grand Prix 1980. Si è giocato ad Atlanta negli USA, dal 18 al 24 agosto 1980.

## Campioni

### Singolare
Eliot Teltscher ha battuto in finale  Terry Moor con il punteggio di 6–2 6–2

### Doppio
Tom Gullikson /  Butch Walts hanno battuto in finale  Anand Amritraj /  John Austin con il punteggio di 6–7, 7–6, 7–5